# 1212 Francette
1212 Francette este o planetă minoră (asteroid), cu un diametru de 76,387 km, din centura de asteroizi. A fost descoperită pe 3 decembrie 1931 la Centrul de Cercetări în Astronomie de Louis Boyer și a fost numită după . 
Obiectul prezintă o orbită caracterizată de o semiaxă mare de 3,9514094 UAi, o excentricitate de 0,19, o înclinație de 7,59082 ° în raport cu ecliptica.